# Amba (geografia)

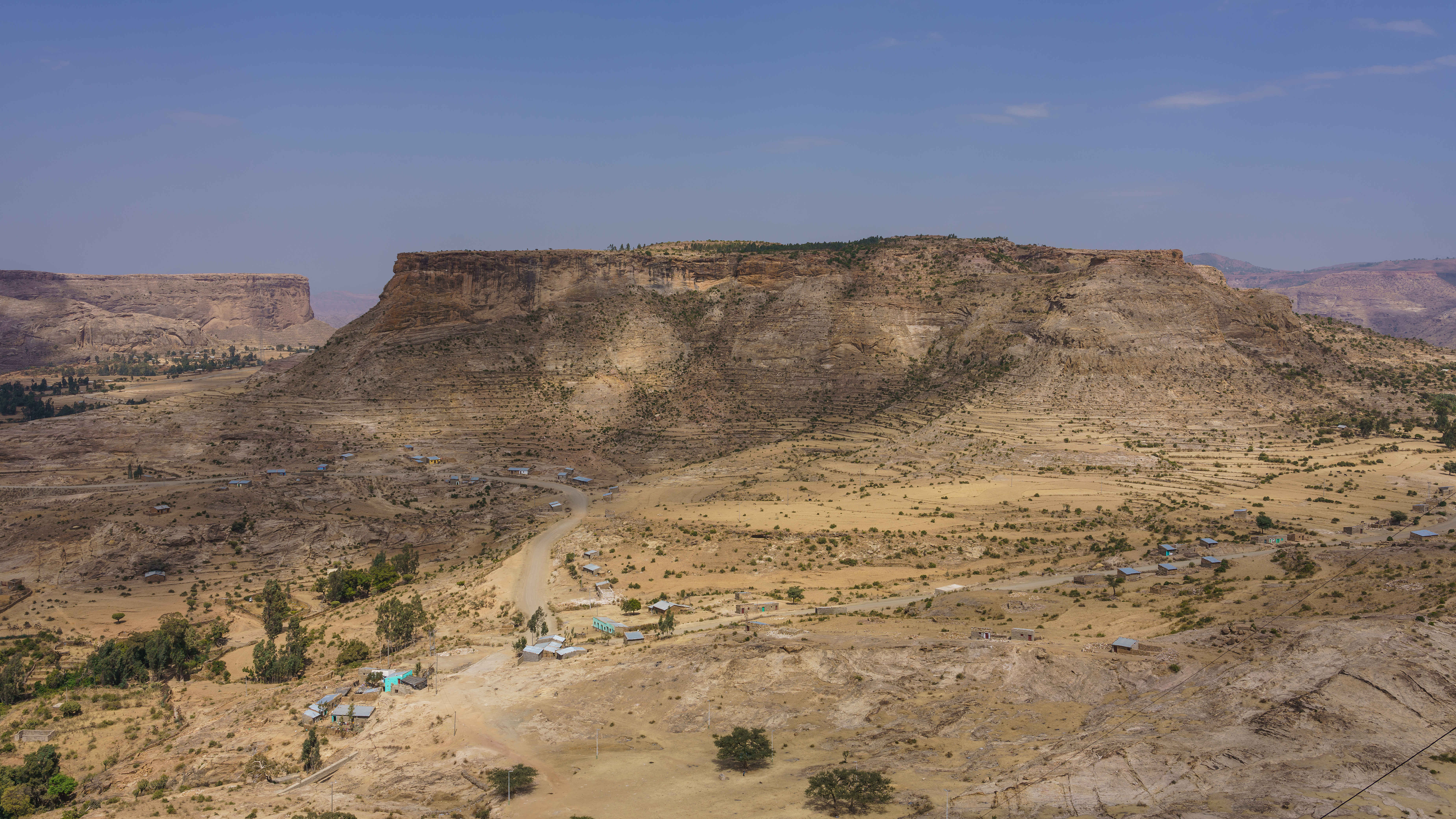

Il termine amba in amarico denomina una generica altura dalla cima piatta situata in Etiopia. Il termine indica anche una fortezza montana.
Tre ambe in epoche storiche, Debre Damo, Amba Ghishen e Weyni furono usate come "prigioni" dorate per membri delle famiglie reali al potere nel paese, per proteggerli dai rivali e per difendere il parente al potere da congiure di palazzo.
In un caso del tutto singolare, l'amba di Kondudo presso Harar, una popolazione di cavalli selvaggi ha scelto, prima dell'uomo, la prateria della cima come proprio ambiente.
Due altre ambe, Amba Aradam e Amba Alagi furono teatro di famose battaglie nella Guerra d'Etiopia.